# Карело-Финска Совјетска Социјалистичка Република
Карело-Финска Совјетска Социјалистичка Република (фин. Karjalais-suomalainen sosialistinen neuvostotasavalta, рус. Карело-Финская Советская Социалистическая Республика је била краткотрајна република унутар Совјетског Савеза. Постојала је од 1940. до 1956. године, када је деградирана на статус аутономне републике унутар Руске СФСР.

## Историја
Карело-Финска ССР основана је 31. марта 1940. године, спајањем територије Карелијске Аутономне Совјетске Социјалистичке Републике и Финске Демократске Републике, односно територије коју је освојио Совјетски Савез у Зимском рату против Финске. Финска популација са освојене територије, њих 422.000, евакуисана је у Финску, а испражњена насеља населили су становници из остлаих делова Совјетског Савеза.
Овај потез совјетских власти дотада није био практикован. Формирана је конститутивна република чији народ није творио већину у републици, нити је пре тога на тој територији постојала независна нација. Неки историчари дали су образложење да је то био чисто политички потез, којим би Совјети преко легитимитета Карелијске ССР једног дана инкорпорирали један део или чак целу Финску у Совјетски Савез.
За време Другог светског рата и уз помоћ немачког савезника, Финска је 1941. године анектирала територију коју је изгубила 1940. и уз то окупирала делове Карелије који су пре 1940. били у саставу Совјетског Савеза, укључујући и главни град Петрозаводск. Црвена армија је до 1944. године ослободила анектиране територије, што је Финска признала на Мировној конференцији у Паризу, 1946. године. Карелијски Финци су тако још једном евакуисани натраг у Финску.
Септембра 1944. године, Карелијска превлака је изузета из југозападног дела Карело-Финске ССР и прикључена Лењиградској области у саставу Руске СФСР.
Најзначајнији политичар Карело-Финске ССР био је познати фински комуниста Ото Кусинен, који је био председник републике скоро цело раздобље њеног постојања.
Република је, 16. јула 1956. године, деградирана у аутономну републику и прикључена Руској СФСР. Ова одлука је донесена највероватније због послератног побољшања совјетско-финских односа. Осим тога, Совјетски Савез је Финској вратио луку Поркала, 1956, и надзор над каналом Сајма, 1963. године.
Укидање Карело-Финске ССР 1956. године, био је једини случај у историји Совјетског Савеза да је једна конститутивна република инкорпорирана у другу.

## Функционери Карело-Финске ССР

### Председници
- Председник Президијума врховног совјета
  - Марк Горбачов (31. март 1940. – 11. јул 1940)
  - Ото Кусинен (11. јул 1940. – 16. јул 1956)

### Премијери
- Председник Већа народних комесара
  - И. П. Бабкин, в.д. (31. март 1940. – 1940)
  - Павел Проконен (1940. – фебруар 1947)
  - Волдемар Виролаинен (фебруар 1947. – 24. фебруар 1950)
  - Павел Проконен (1950. – 16. јул 1956)[4]